# Трета-юга
Тре́та-ю́га (санскр. त्रेता युग, IAST: Tretā-yuga) — вторая из четырёх юг, или эпох, в индуистском временном цикле. Следует за Сатья-югой — эпохой совершенной нравственности, и предшествует Двапара-юге. Наиболее важными событиями этой юги были явление пятой, шестой и седьмой аватар Вишну — Ваманы, Парашурамы и Рамы. Трета-юга длится 1 млн. 296 тыс. лет и благочестие уменьшается на четверть, хотя люди по-прежнему очень возвышенны.
Из четырёх брахманических качеств, аскетизма, чистоты, милосердия и правдивости, в Трета-югу в полной мере проявлены только три последние из них. Именно в эту югу человека начинают интересовать чувственные наслаждения. В это время возникают человеческие пороки. Поэтому продолжительность жизни людей сокращается и составляет 10 000 лет. Основной духовной практикой и методом самоосознания в Трета-югу являются ведийские жертвоприношения Богу и дэвам. В жертву приносятся гхи, зерно и некоторые виды растений.

## Аватары Вишну в Трета-югу

### Вамана
Вишну явился как Вамана — карлик-сын Адити. Его миссией было помешать внуку Прахлады царю-асуре Махабали завершить яджну, которая сделала бы его более могущественным, чем царь небесных планет и девов Индра. Обеспокоенные девы убедили Вишну послать своего бхакту Бали в Паталу (низшие миры). Вишну сделал это воспользовавшись добродетелью царя, который отказался возвращаться назад на Землю. Вишну одарил Бали за его преданность огромной роскошью и властью над одним из низших миров. Вишну также дал ему благословение, благодаря которому Бали мог посещать своих подданных на Земле раз в году.

### Парашурама
Вишну явился в виде брахмана Парашурамы и полностью уничтожил сословие воинственных кшатриев, которые бесчинствовали и причиняли много беспокойства. Оставшиеся без мужей кшатрийки обратились к брахманам, которые помогли им зачать детей. В результате в благоприятное время родились многочисленные дети, наделенные божественными качествами, и постепенно варна кшатриев была восстановлена. После того как миссия Парашурамы была завершена, он продолжал жить как воин-отшельник. Много лет спустя он сразился с Рамой, потерпев поражение, признал его возвышенное положение. В Двапара-юге Парашурама вступил в дуэль с Бхишмой из-за Амбы, а также обучил Карну пользоваться Брахмастрой и проклял его после того, как обнаружил, что тот был не брахманом, а сыном колесничего (шудры). Он поклялся никогда не обучать и не становиться гуру для кшатриев. Говорится, что Парашурама жив и по сегодняшний день, медитирует в Гималаях и в конце Кали-юги будет обучать Калки аватару боевому ремеслу.

### Рама
Одним из основных событий, произошедших в Трета-югу, было появление Раваны — могущественного демонического царя Ланки. Он завоевал все три локи: небесные планеты, землю, низшие миры (Паталу) и навёл ужас на всех их обитателей. Даже девы подчинились ему. Его сын Мегханада получил имя Индраджит за то, что сумел победить в поединке царя небесных планет Индру; даже Солнце вынуждено было подчинится власти царя-ракшасы. При этих обстоятельствах, Вишну низошёл как сын царя Дашаратхи Рама. Из-за ревности своей мачехи, Рамачандра был сослан в лес на 14 лет. Во время своего изгнания, Рама сразился и убил Равану за то, что тот похитил его жену Ситу, и таким образом восстановил мир и порядок во Вселенной. Говорится, что впоследствии он правил царством Кошала. Его правление продолжалось 11 тыс. лет и получило название золотого века «Рама-раджья». Братья Рамы — Лакшмана, Бхарата и Шатругхна — были частичными аватарами Вишну и Шеши.

## Важные события
- В Трета-югу жил Вишвамитра. Он был современником Господа Рамы и описано в Рамаяне, как он передал Раме оружие. Вишвамитра - также автор 3-й Мандалы Ригведы (дрейвнейшего текста 4-х Вед) - в частности "Гаятри мантры".
- В трета-югу появились различия в религиях (дхармах). В Махабхарате есть такие слова Ханумана к Бхиме: "Во время Треты возникает принесение жертв и различия в дхармах и жертвенных обрядах, старательно исполняемых и приносящих плоды дарений и жертвоприношений." (Книга 3 - Араньяка-парва , Глава 146). До того времени, на всей Земле была религия Вед. Это подтверждают слова Законов Ману: ""Ведо акхило дхарма мула" - "Веды - источник всех дхарм (религий)" (то есть все другие, не основанные на Ведах религии, появились не ранее Трета-юги). См. История религий